# Mickey Rooney

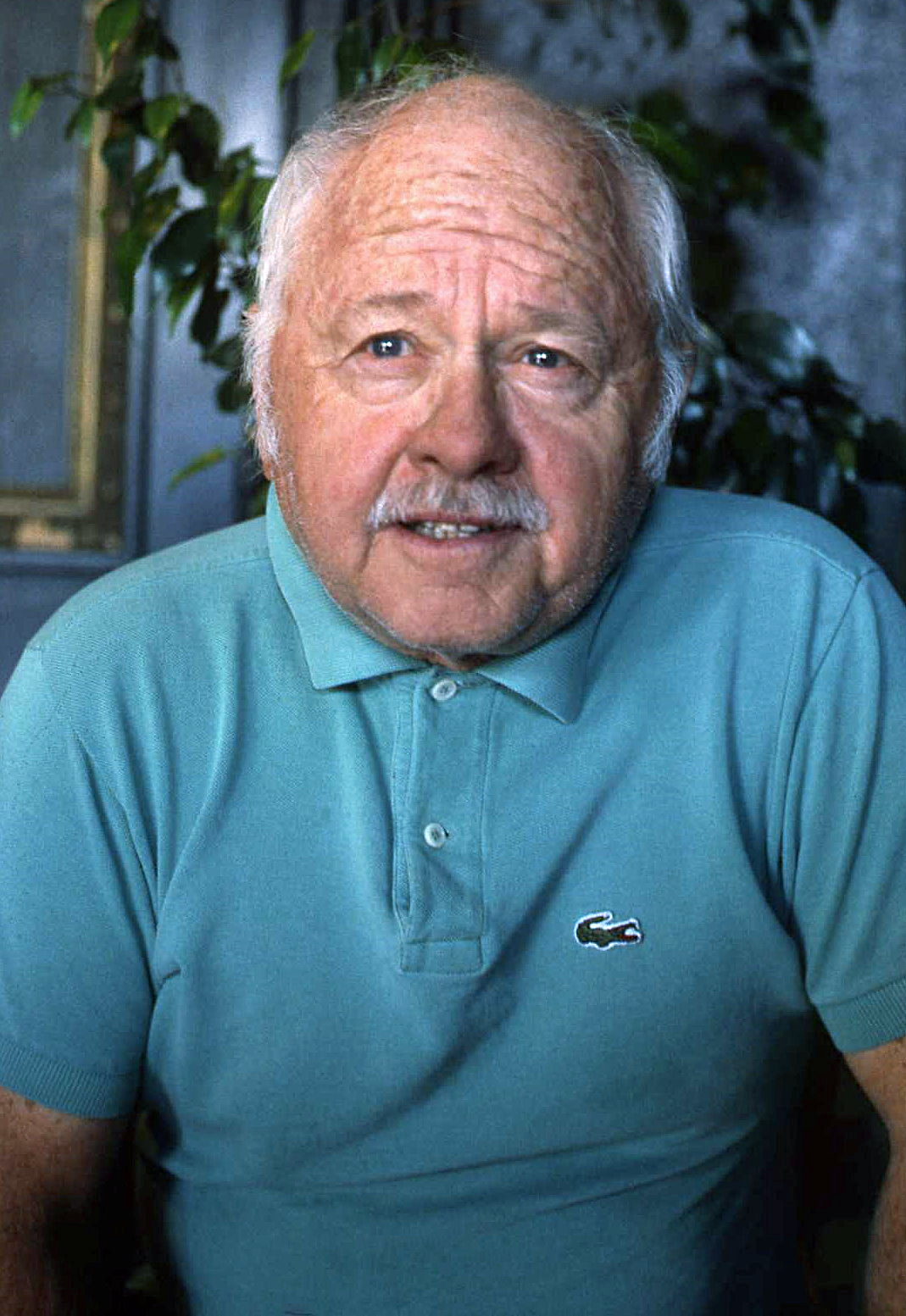
Mickey Rooney (1986)

Mickey Rooney (* 23. September 1920 als Joe Yule junior in New York; † 6. April 2014 in Los Angeles) war ein US-amerikanischer Schauspieler. Seine Karriere vor der Kamera umfasste über 300 Filme zwischen 1926 und 2014 und gilt mit 88 Jahren Dauer als eine der längsten Kinokarrieren.
Als Kinderstar verkörperte er vorwiegend freche Charaktere und zählte zeitweise zu Hollywoods erfolgreichsten Stars. Mit Judy Garland bildete er ein populäres Leinwandpaar in neun Filmen. Auch im Erwachsenenalter konnte er als Charakterdarsteller seine Karriere erfolgreich fortsetzen und hatte bis zuletzt Auftritte in Filmen. Bei den Oscars erhielt er 1939 den Juvenile Award und 1983 den Ehrenoscar, außerdem wurde er mit zwei Golden Globes und einem Emmy ausgezeichnet.

## Leben

### Frühes Leben
Mickey Rooney wurde als Joe Yule in eine Familie von Vaudeville-Künstlern geboren. Sein Vater Joe Yule (1892–1950) arbeitete als Schauspieler und kam aus Glasgow, seine Mutter Nelly stammte aus Kansas City. Im Alter von 14 Monaten soll er auf die Bühne seiner Eltern gekrabbelt sein und so stellte ihn sein Vater dem Publikum vor. Von diesem Moment an war Rooney Teil der Vaudeville-Show seiner Eltern. Als sich seine Eltern im Jahre 1923 scheiden ließen, zog seine Mutter mit ihm zu ihrer Tante in ihre Geburtsstadt Kansas City. Seine Mutter war interessiert daran, ihren Sohn in eine Showkarriere zu bringen. Sie plante unter anderem einen Einstieg für ihren Sohn bei den Kleinen Strolchen, allerdings wurden ihr nur fünf US-Dollar am Tag angeboten, während andere Kinder teilweise das Fünffache erhielten.

### Karriere als Kinderstar
Seine Mutter kam mit ihm 1925 nach Hollywood. Sie änderte den Namen Joe Yule in Mickey Rooney um, angeblich soll sogar Walt Disney laut einer bekannten Geschichte den Vornamen seiner Mickey Mouse an Rooneys Künstlernamen angelehnt haben.
Bald darauf erhielt Rooney die Titelrolle in der Filmreihe Mickey McGuire, einer Serie von Kurzfilm-Komödien, die sich an den Kleinen Strolchen orientierten und den Übergang vom Stummfilm zum Tonfilm meisterten. Die Mutter musste ihrem Sohn mit Korkkohle die Haare schwarz färben, da für die Rolle des Mickey McGuire eigentlich ein schwarzhaariger Junge gesucht wurde. Bis 1934 entstanden 78 Filme für die Serie. Zur selben Zeit sprach er die Zeichentrickfigur Oswald the Lucky Rabbit für die Filme der Walter-Lantz-Produktion. Rooney besuchte unterdessen die Hollywood Professional School, wo er Klassenkameraden wie Nanette Fabray, Judy Garland und Lana Turner hatte. 1938 machte er seinen Abschluss an der Hollywood High School.

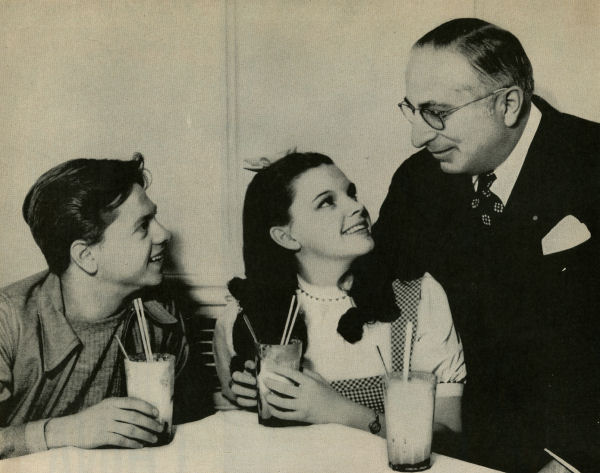
Mickey Rooney mit Judy Garland und MGM-Studioboss Louis B. Mayer auf einem Publicity-Foto

In der aufwendigen Shakespeare-Verfilmung Ein Sommernachtstraum von Max Reinhardt hatte Mickey Rooney im Jahre 1935 eine größere Rolle als Elf Puck, wobei er im Film an der Seite von Stars wie James Cagney, Olivia de Havilland, Dick Powell und Joe E. Brown spielte. Rooneys markantes, sommersprossiges Gesicht, seine roten Haare und sein respektloses und lockeres Auftreten wurden zu seinen Markenzeichen und begeisterten sowohl das Publikum als auch die Kritiker. An der Seite von Freddie Bartholomew, einem zu dieser Zeit noch beliebteren Kinderstar, spielte er 1936 in Der kleine Lord als Schuhputzer Dick sowie ein Jahr später in Manuel.
Ende der 1930er Jahre wurde Rooney von MGM unter Vertrag genommen. Der kleine Familienfilm A Family Affair über die Familie Hardy aus dem Jahre 1937 wurde zu einem Überraschungserfolg und Auftakt einer ganzen Filmreihe. Rooney spielte hierin den jugendlichen Sohn des Richters Hardy, gespielt von Lionel Barrymore und später von Lewis Stone. Die Filmreihe handelte von den romantisch-komödiantischen Erlebnissen der Familie Hardy, wobei der Fokus schnell von der Figur des Richters auf die von Rooney dargestellte Rolle des Andy Hardy verschob. Von der bald so genannten Andy Hardy-Serie produzierte MGM zwischen 1937 und 1947 (und einmalig 1958) insgesamt siebzehn Spielfilme. Im Film Love Finds Andy Hardy (1938), der im Jahr 2000 Eingang in das National Film Registry der Library of Congress fand, trat Rooney erstmals gemeinsam mit Judy Garland auf. Diese spielte in der Serie Andys Freundin Betsy Booth und so wurden Garland und Rooney zu einem beliebten Filmpaar.
Eine ernstere Rolle hatte er 1938 in dem Filmdrama Teufelskerle von Norman Taurog über die Boys-Town-Jugendhilfe des katholischen Geistlichen Edward Flanagan. Rooney verkörperte darin einen arroganten Jungen, der von Father Flanagan (Spencer Tracy) auf die rechte Bahn zurückgeführt wird. 1939 war er Hauptdarsteller von Die Abenteuer des Huckleberry Finn und ab demselben Jahr mit Garland als Partnerin Star diverser Musicals, darunter Babes in Arms, Babes on Broadway, Heiße Rhythmen in Chicago und Girl Crazy. Ebenfalls 1939 wurde er für seine Leistungen mit dem Juvenile Award, einem Oscar für junge Schauspieler, ausgezeichnet. In MGM erfolgreichem Pferdefilm Kleines Mädchen, großes Herz (1944) spielte er neben der zwölfjährigen Elizabeth Taylor. Im März 1940 war Rooney auf dem Titelblatt der Time zu sehen, mit folgendem Text: 

„Hollywoods Nr. 1 an den Kinokassen im Jahre 1939 war weder Clark Gable noch Errol Flynn oder Tyrone Power, sondern ein rothaariges Kind mit einer Kazoo-ähnlichen Stimme und einem komischen Gesicht, der bisher nie in einem Film aufgetreten ist ohne überfallartig aufzufallen oder Overacting zu betreiben. Sein Name ist Mickey Rooney, und für eine große Gruppe der amerikanischen Kinobesucher ist sein Name zu einem Synonym für einen Lausbuben geworden.“

1991 wurde er beim Young Artist Award für seine frühe Filmkarriere mit dem Young Artist Former Child Star Lifetime Achievement Award geehrt. Der Preis ist inzwischen auch als Mickey Rooney Award bekannt.

### Im Zweiten Weltkrieg

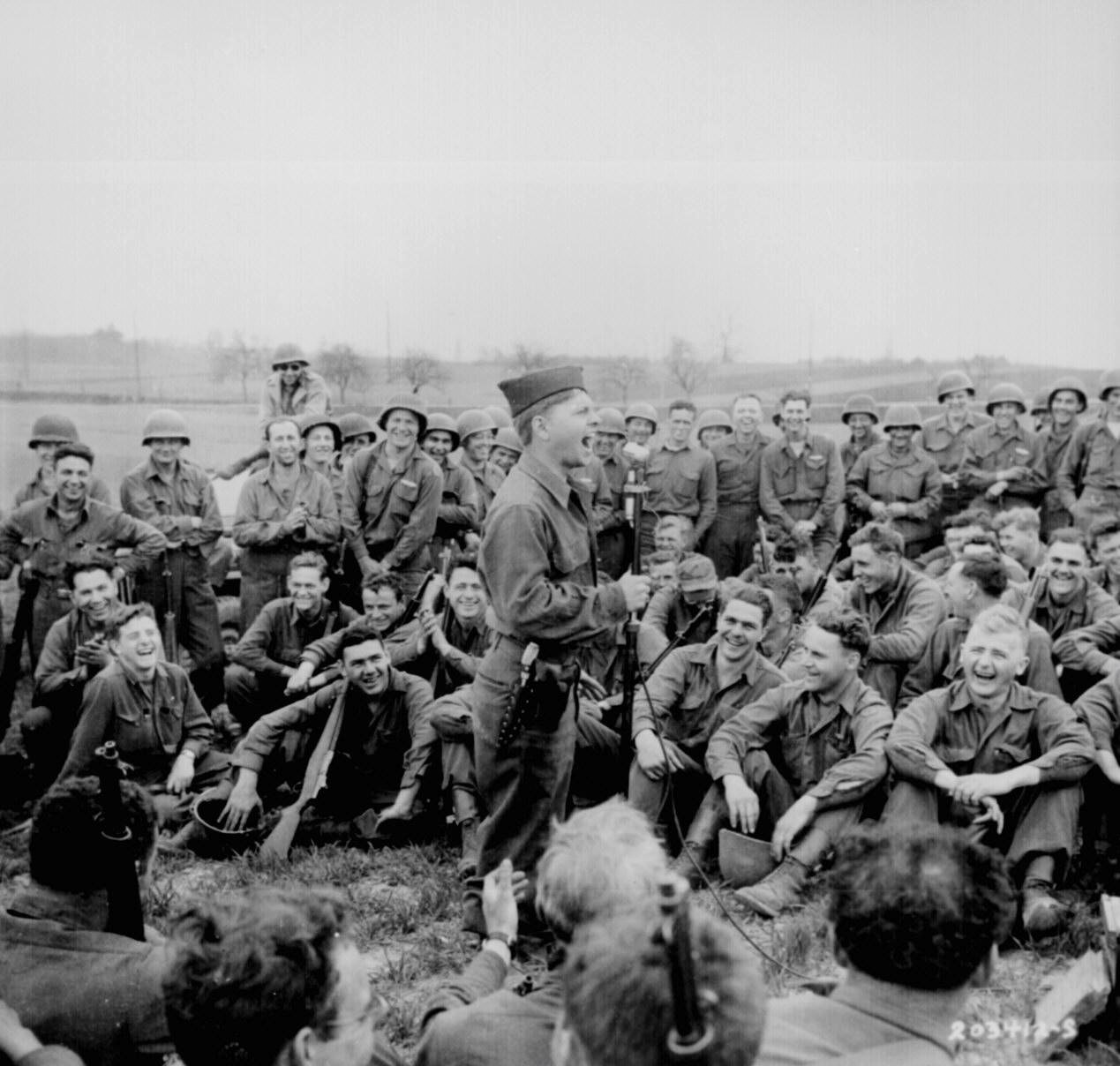
Mickey Rooney als Truppenunterhalter im fränkischen Kist, April 1945

1944 trat Rooney der amerikanischen Armee im Zweiten Weltkrieg bei. Er war 21 Monate im Einsatz, bis kurz nach dem Ende des Krieges. Dabei betätigte er sich als Truppenunterhalter in Amerika und Europa und arbeitete für das American Forces Network. Mickey Rooney wurde wegen seiner Arbeit als Truppenunterhalter mit dem Bronze Star sowie weiteren Auszeichnungen geehrt.

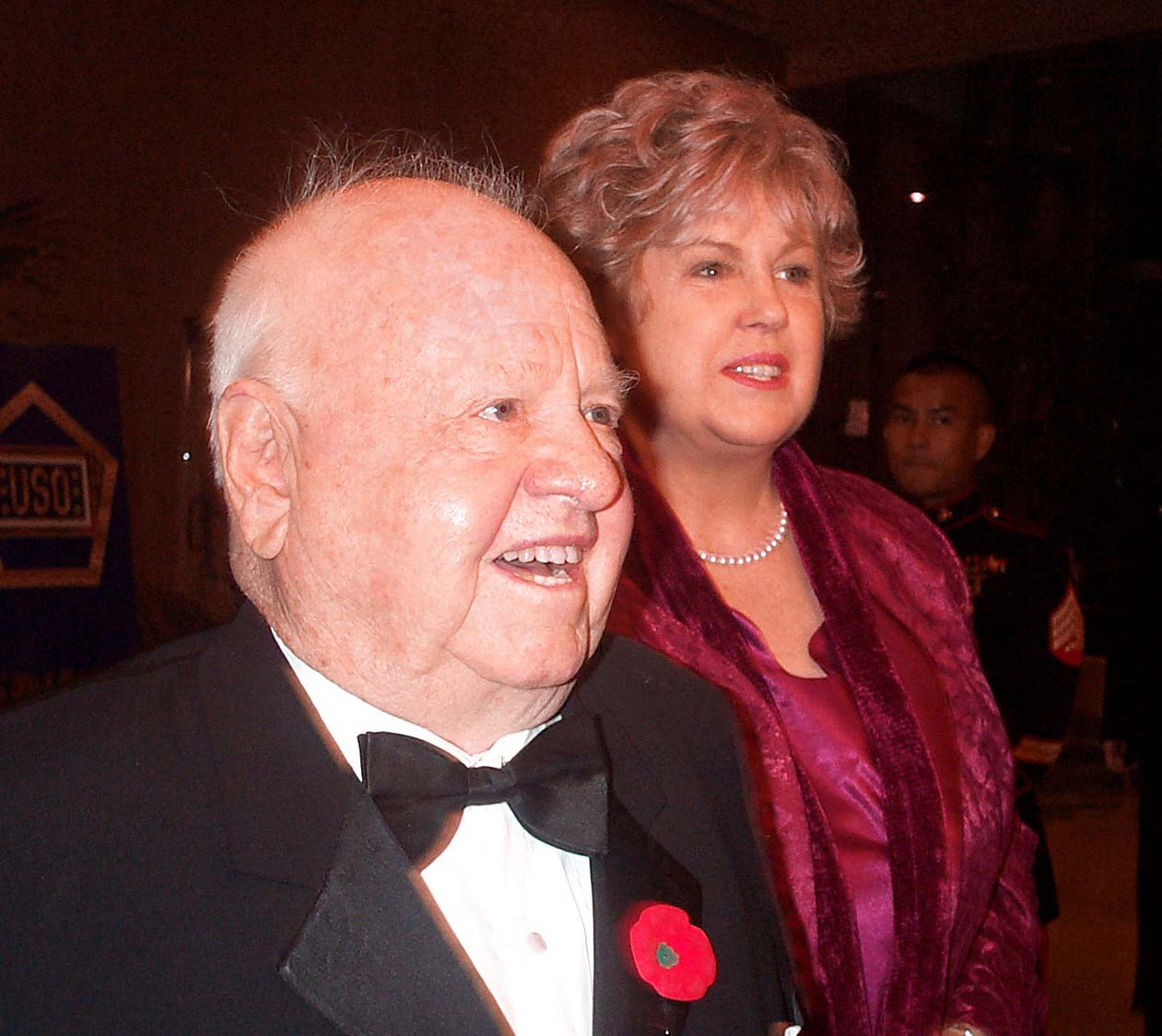
Mickey Rooney mit seiner achten Frau Jan Chamberlin (2000)

### Spätere Karriere
Nach dem Krieg und der Einstellung der Andy-Hardy-Serie 1946 tat sich der mittlerweile fast 30-jährige Rooney schwer, weiterhin Arbeit zu finden, da ihm der Sprung ins Erwachsenenfach nicht gelang. Eine Zeit lang vermittelte er kleineren Filmstars Rollen und betreute sie auch als Agent. In späteren Jahren erklärte er häufiger in Interviews, er habe Norma Jeane Baker 1948 ihren Künstlernamen Marilyn Monroe gegeben (zusammengesetzt aus dem Vornamen des Filmstars Marilyn Miller und dem Nachnamen Monroe, da dies der Geburtsname von Norma Jeane Bakers Mutter war). Rooneys Behauptung wurde aber seither vielfach angezweifelt.

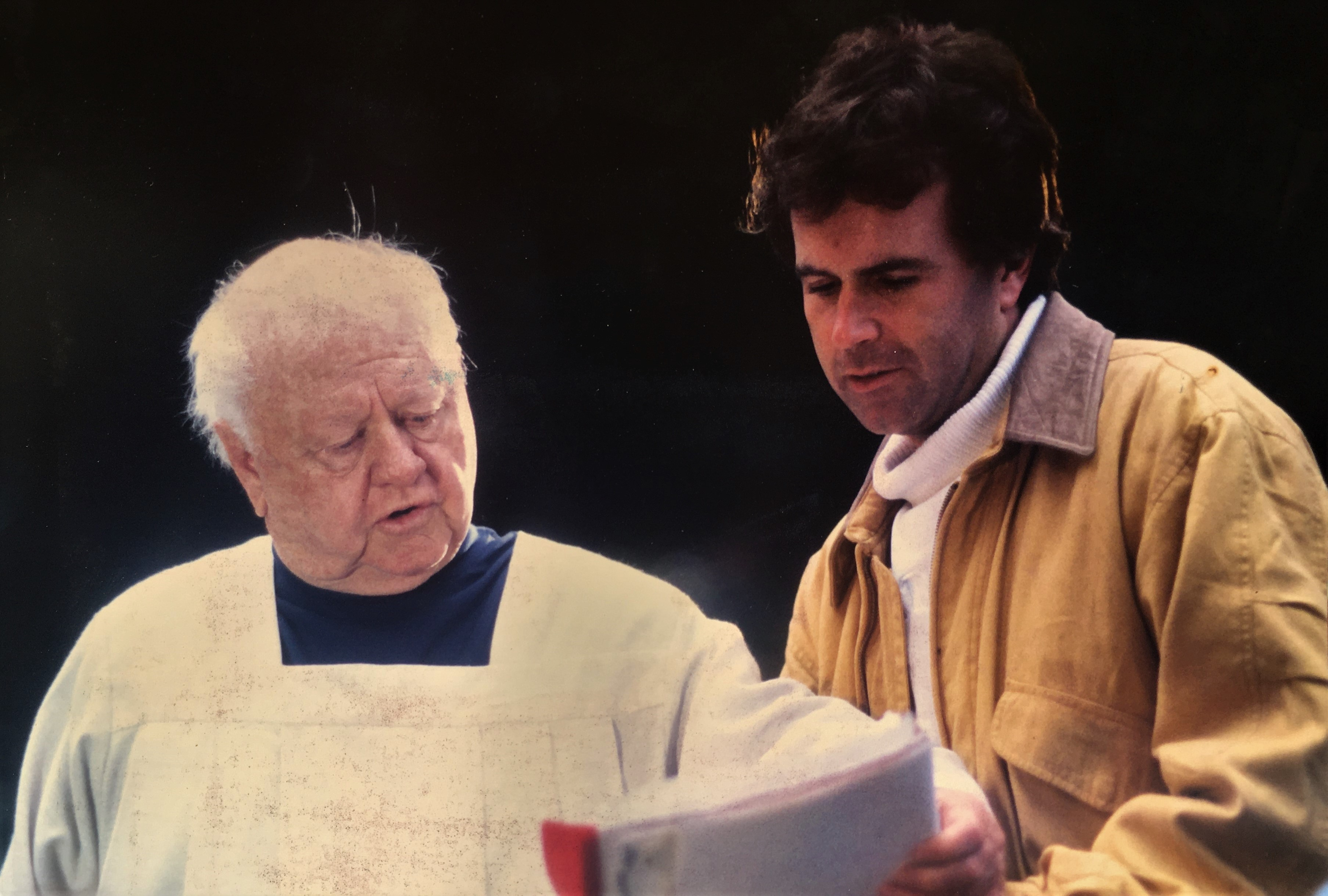
Mickey Rooney am Set von Illusion Infinity (2004), mit dem Regisseur Roger Steinmann

Nach anfänglichen Schwierigkeiten konnte Rooney ab den 1950er Jahren schließlich Erfolge als Charakterdarsteller verzeichnen. Er stellte unter anderem den Gangster Babyface Nelson in Don Siegels So enden sie alle (1957) dar und verkörperte einen Boxtrainer in Die Faust im Gesicht (1962). Im Filmklassiker Frühstück bei Tiffany (1961) spielte er den kurzsichtigen japanischen Nachbarn von Holly Golightly (Audrey Hepburn), wobei diese Rolle bis heute häufig als stereotypisch und beleidigend gegenüber Asiaten kritisiert wird. In Anerkennung seiner Verdienste als populärer Komödiendarsteller der 1930er und 1940er Jahre wirkte Rooney als unfreiwilliger Bruchpilot auch in Eine total, total verrückte Welt (1963) mit, in dem zahlreiche Filmstars Cameo-Auftritte absolvierten. 1958 gab es den Versuch einer Wiederbelebung von Andy Hardy, doch es wurde kein durchschlagender Erfolg und so blieb es bei einem Film.
Nachdem der Schauspieler in den Jahren 1954 und 1955 insgesamt 33 Folgen der Mickey Rooney Show im amerikanischen Fernsehen präsentiert hatte, wandte er sich ab dem Ende der Dekade verstärkt diesem Medium zu, ohne dass seine Kinokarriere zum Erliegen kam: 1977 erinnerte man sich bei Disney an Rooney und übertrug ihm die Rolle des Leuchtturmwärters Lampie im Film Elliot, das Schmunzelmonster. 1981 steuerte er auch die Stimme von Fuchs Cap im Zeichentrickfilm Cap und Capper bei. 1979 spielte er den reaktivierten Pferderenntrainer in Der schwarze Hengst, 1989 den Großvater von Erik, dem Wikinger und 2006 einen der Nachtwächter in Nachts im Museum.  
Neben seiner Filmkarriere war er auch am Broadway über mehrere Jahre in den erfolgreichen Musicals Sugar Babies (1979–1982) und The Will Rogers Follies (1991–1993) zu sehen. Im Fernsehen gewann er für seine Darstellung eines leicht geistig behinderten Mannes im Fernsehfilm Bill: On His Own (1982) den Emmy Award. Rooney blieb auch im hohen Alter schauspielerisch tätig; noch wenige Wochen vor seinem Tod drehte Rooney an dem dritten Teil von Nachts im Museum, Nachts im Museum: Das geheimnisvolle Grabmal (2014).
Bereits 1983 erhielt er den Ehrenoscar für sein Lebenswerk, obwohl er bis zu seinem Tod noch etliche weitere Kino- und Fernsehfilme drehte. Einen Oscar im Wettbewerb gewann er nie, obwohl er viermal nominiert war: 1939 für Musik ist unsere Welt, 1943 für Und das Leben geht weiter, 1956 für Ein Fetzen Leben und 1979 für Der schwarze Hengst.
Bis zu dessen Tod 1996 wurde Rooney bei deutschen Fassungen häufig von Gerd Duwner synchronisiert.

### Privatleben

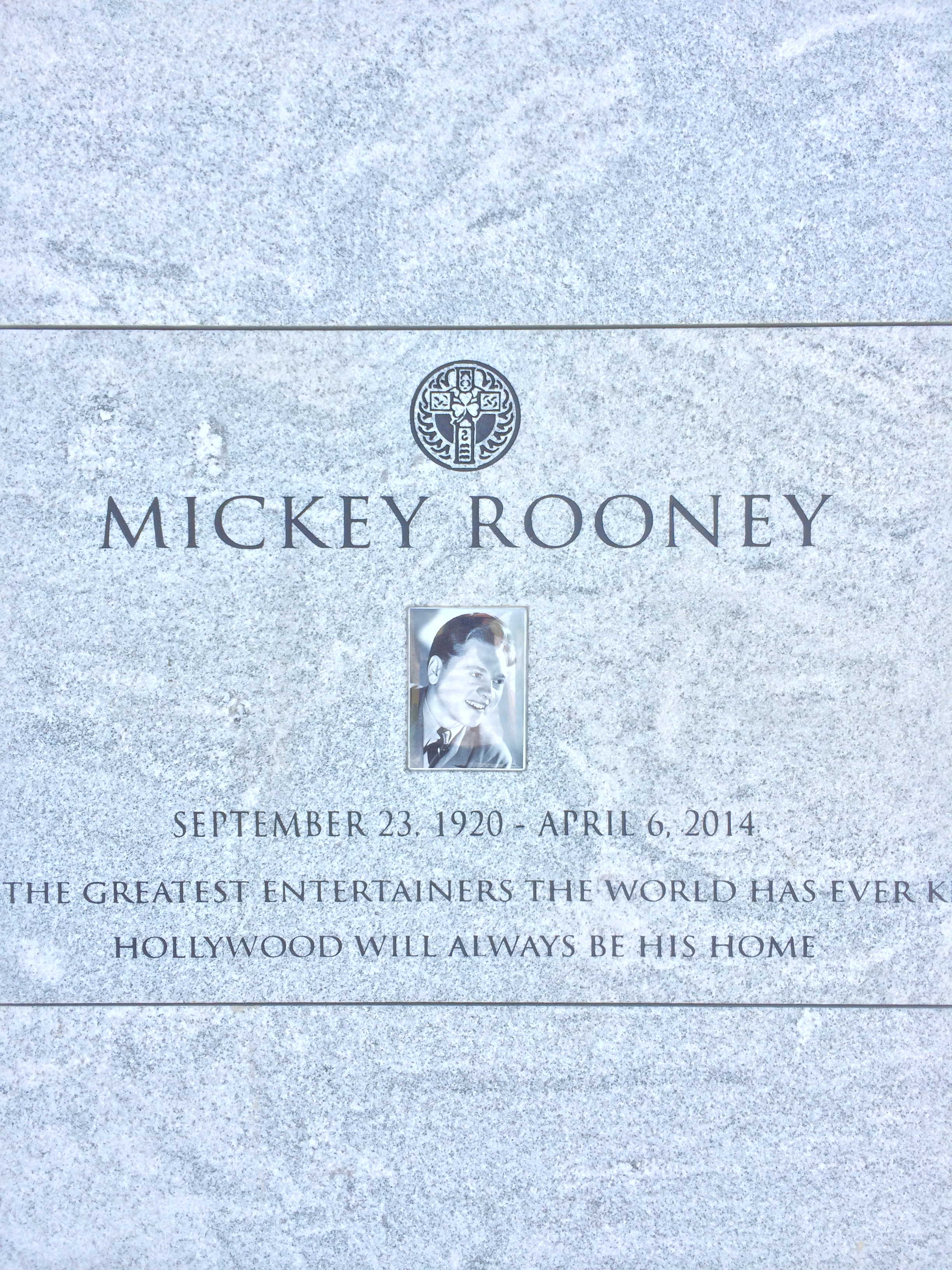
Grab von Mickey Rooney

Für Aufsehen sorgte sein überschwänglicher Lebensstil. Im Laufe seines Lebens hatte Rooney immer wieder mit Alkohol und anderen Drogen sowie finanziellen Problemen (unter anderem durch Spielsucht verursacht) zu kämpfen.
Er führte acht Ehen und hatte neun Kinder. Seine erste Ehefrau war von 1942 bis 1943 der spätere Filmstar Ava Gardner. Nur ein Jahr später ging er seine zweite Ehe mit der Sängerin B. J. Baker (1927–2002) ein, die bis 1948 hielt. Aus dieser Ehe stammten die zwei Söhne Mickey Rooney Jr. und Tim Rooney. Mit der Schauspielerin Martha Vickers war er von 1949 bis 1951 verheiratet, sie hatten einen Sohn. Auch diese Ehe endete in Scheidung. Mit der Schauspielerin Elaine Devry war er von 1952 bis zur Scheidung 1958 verheiratet. Aus der fünften Ehe mit Barbara Ann Thomason kommen vier Kinder. Die Ehe wurde 1958 eingegangen und hielt bis zum Jahre 1966, als seine Frau zusammen mit Miloš Milošević, einem serbischen Stuntman und ehemaligen Bodyguard von Alain Delon, unter nicht restlos geklärten Umständen eines gewaltsamen Todes starb (siehe auch Marković-Affäre). Seine kürzeste Ehe führte er mit Marge Lane von 1966 bis 1967. Aus seiner siebten Ehe mit Carolyn Hockett ab 1969 entstammte eine Tochter, außerdem adoptierte Rooney einen Sohn von Carolyn aus früherer Ehe. Diese Ehe endete 1975. Seit 1978 war er mit der Sängerin Jan Chamberlin (* 1939) verheiratet. Rooney sagte einmal zu seinen vielen Ehen: 

„Heirate immer frühmorgens! Wenn es nicht funktioniert, hat man sich wenigstens nicht den ganzen Tag versaut.“

2011 hielt Rooney im US-Senat eine Rede gegen Missbrauch und Gewalt gegenüber älteren Menschen. Nach Rooneys Angaben hatte ihn sein Stiefsohn zeitweise mit Essens- und Medikamentenentzug behandelt, um finanzielle Unterstützung von ihm zu erzwingen. Diese Behauptung bekräftigte eine ausführliche Recherche des Hollywood Reporter im Oktober 2015. Demnach sei Rooney sogar regelmäßig geschlagen worden, woran auch seine Ehefrau Jan beteiligt gewesen sein soll. Ab 2012 lebte Rooney getrennt von seiner Ehefrau Jan und dem Stiefsohn, stattdessen kam er bei einem seiner Kinder unter.
Rooney starb am 6. April 2014 im Alter von 93 Jahren in North Hollywood. Er wurde auf dem Hollywood Forever Cemetery in Hollywood, Kalifornien beigesetzt. Auf dem Hollywood Walk of Fame sind für Rooney vier Sterne eingelassen.

## Filmografie (Auswahl)

### Kino
- 1926: Not to Be Trusted
- 1927: Fräulein - Bitte Anschluss! (Orchids and Ermine)
- 1927–1934: 62 Mickey McGuire-Kurzfilme
- 1932: Mein Freund, der König (My Pal, the King)
- 1932: The Beast of the City
- 1933: The Big Chance
- 1934: Hide-Out
- 1934: Manhattan Melodrama
- 1935: Riffraff
- 1935: Die öffentliche Meinung (Reckless)
- 1935: Helden von heute (West Point of the Air)
- 1935: Ein Sommernachtstraum (A Midsummer Night’s Dream)
- 1935: Spione küßt man nicht (Rendezvous)
- 1935: Ah, Wilderness!
- 1936: Der kleine Lord (Little Lord Fauntleroy)
- 1936: Favorit auf allen Bahnen (Down the Stretch)
- 1936: The Devil Is a Sissy
- 1937: Manuel (Captains Courageous)
- 1937–1958: Andy-Hardy-Filmreihe:
  - 1937: A Family Affair
  - 1937: You’re Only Young Once
  - 1938: Judge Hardy’s Children
  - 1938: Love Finds Andy Hardy
  - 1938: Out West with the Hardys
  - 1938: The Hardys Ride High
  - 1939: Andy Hardy Gets Spring Fever
  - 1939: Judge Hardy and Son
  - 1940: Andy Hardy Meets Debutante
  - 1940: Andy Hardy’s Dilemma: A Lesson in Mathematics – And Other Things (Kurzfilm)
  - 1941: Andy Hardy’s Private Secretary
  - 1941: Life Begins for Andy Hardy
  - 1942: The Courtship of Andy Hardy
  - 1942: Andy Hardy’s Double Life
  - 1944: Andy Hardy’s Blonde Trouble
  - 1946: Love Laughs at Andy Hardy
  - 1958: Andy Hardy Comes Home
- 1937: Das Sklavenschiff (Slave Ship)
- 1938: Lord Jeff
- 1938: Teufelskerle (Boys Town)
- 1939: Die Abenteuer des Huckleberry Finn (The Adventures of Huckleberry Finn)
- 1939: Musik ist unsere Welt (Babes in Arms)
- 1940: Der junge Edison (Young Tom Edison)
- 1940: Heiße Rhythmen in Chicago (Strike Up the Band)
- 1941: Das sind Kerle (Men of Boys Town)
- 1941: Babes on Broadway
- 1942: A Yank at Eton
- 1943: Und das Leben geht weiter (The Human Comedy)
- 1943: Nacht der tausend Sterne (Thousands Cheer)
- 1943: Girl Crazy
- 1944: Kleines Mädchen, großes Herz (National Velvet)
- 1945: Mickey the Great
- 1947: Killer McCoy
- 1948: Summer Holiday
- 1948: Words and Music
- 1949: Die Todeskurve (The Big Wheel)
- 1950: Quicksand
- 1950: Rollschuh-Fieber (The Fireball)
- 1951: Der Arm des Bösen (My Outlaw Brother)
- 1951: Tödliches Pflaster Sunset Strip (The Strip)
- 1952: Eintritt verboten (Off Limits)
- 1953: In jedem Hafen eine Braut (All Ashore)´
- 1954: Auf gefährlicher Straße (Drive a Crooked Road)
- 1955: Die Brücken von Toko-Ri (The Bridges at Toko-Ri)
- 1956: Ein Fetzen Leben (The Bold and the Brave)
- 1957: So enden sie alle (Baby Face Nelson)
- 1957: Selten so gelacht (Operation Mad Ball)
- 1959: Eine Meile Angst (The Last Mile)
- 1959: Der große Schwindler (The Big Operator)
- 1960: Insel der Sadisten (Platinum High School)
- 1961: Frühstück bei Tiffany (Breakfast at Tiffany’s)
- 1961: Ente gut – Alles gut! (Everything’s Ducky)
- 1962: Die Faust im Gesicht (Requiem for a Heavyweight)
- 1963: Eine total, total verrückte Welt (It’s a Mad Mad Mad Mad World)
- 1964: Geheimauftrag Dubrovnik (The Secret Invasion)
- 1965: In Beirut sind die Nächte lang (24 Hours to Kill)
- 1965: Das Mädchen vom anderen Strand (How to Stuff a Wild Bikini)
- 1966: Verrat in der Bucht (Ambush Bay)
- 1968: Skidoo
- 1969: Der Komiker (The Comic)
- 1969: 80 Schritte bis zum Glück (80 Steps to Jonah)
- 1970: Eine Frau für Charley (Cockeyed Cowboys of Calico County)
- 1971: The Manipulator
- 1972: Malta sehen und sterben (Pulp)
- 1972: Rückkehr nach Oz – Ein Zaubermärchen (Journey Back to Oz, Stimme von Scarecrow)
- 1973: Der Boß läßt herzlich grüßen (The Godmothers)
- 1974: Convict Women – Flucht durch die Hölle (Thunder County)
- 1974: Das gibt’s nie wieder (That’s Entertainment!)
- 1975: Schöne Küsse aus Fernost (Bons baisers de Hong Kong)
- 1976: Alle entführen Victoria (Find the Lady)
- 1977: Das Domino Komplott (The Domino Principle)
- 1977: Elliot, das Schmunzelmonster (Pete’s Dragon)
- 1978: Unsere Lassie (The Magic of Lassie)
- 1979: Im Bann des Kalifen (Arabian Adventure)
- 1979: Der schwarze Hengst (The Black Stallion)
- 1981: Cap und Capper (The Fox and the Hound, Stimme von Tod)
- 1989: Little Nemo – Abenteuer im Schlummerland (Little Nemo: Adventures in Slumberland, Stimme von Flip)
- 1989: Erik der Wikinger (Erik the Viking)
- 1991: Toys – Tödliches Spielzeug (Silent Night, Deadly Night 5: The Toy Maker)
- 1994: Flying Toys – Die Rache des Roten Barons (Revenge of the Red Baron)
- 1994: Eine himmlische Versuchung (Making Waves)
- 1995: Die Legende von O.B. Taggart (Outlaws: The Legend of O.B. Taggart)
- 1998: Sindbad – Die Schlacht der Schwarzen Ritter (Sinbad: The Battle of the Dark Knights)
- 1998: Michael Kael – Live aus Katango (Michael Kael in Katango)
- 1998: Schweinchen Babe in der großen Stadt (Babe: Pig in the City)
- 1999: Zwei durch dick und dünn (The First of May)
- 2001: Susi und Strolch 2: Kleine Strolche – Großes Abenteuer! (Lady and the Tramp II: Scamp’s Adventure, Stimme von Sparky)
- 2005: The Last Confederate: Kampf um Blut und Ehre (Strike the Tent)
- 2005: Der glückliche Elf (The Happy Elf, Stimme von Santa)
- 2006: Schon wieder Weihnachten (A Christmas Too Many)
- 2006: Nachts im Museum (Night at the Museum)
- 2008: Lost Stallions: The Journey Home
- 2010: Gerald
- 2011: Night Club
- 2011: Die Muppets (The Muppets)
- 2011: Bamboo Shark
- 2012: Driving Me Crazy: Proof of Concept
- 2012: The Voices from Beyond
- 2014: Nachts im Museum: Das geheimnisvolle Grabmal (Night at the Museum: Secret of the Tomb)
- 2017: Dr. Jekyll and Mr. Hyde

### Fernsehen
- 1954–1955: The Mickey Rooney Show (33 Folgen)
- 1957: Pinocchio (Fernsehfilm)
- 1957–1970: The Red Skelton Show (12 Folgen)
- 1961: Gnadenlose Stadt (Naked City, Folge 3x11)
- 1961–1963: Heute Abend Dick Powell (The Dick Powell Show, 4 Folgen)
- 1963: Twilight Zone (The Twilight Zone, Folge 5x05)
- 1963: Eine total, total verrückte Welt (It’s a Mad, Mad, Mad, Mad World)
- 1964: Amos Burke (Burke’s Law, Folge 1x21)
- 1964: Tausend Meilen Staub (Rawhide, Folge 6x24)
- 1964: Geheimauftrag Dubrovnik (The Secret Invasion)
- 1964–1965: Mickey (17 Folgen)
- 1966: Auf der Flucht (The Fugitive, Folge 3x18)
- 1970: The Name of the Game (Folge 3x03)
- 1971: Dan Oakland (Dan August, Folge 1x22)
- 1972: Night Gallery (Folge 3x04)
- 1979: Der Gauner und das Mädchen (Donovan’s Kid, Fernsehfilm)
- 1979–1986: Walt Disneys bunte Welt (Disneyland, 3 Folgen)
- 1981: Mein Freund Bill (Bill, Fernsehfilm)
- 1982: One of the Boys (13 Folgen)
- 1982: Love Boat (The Love Boat, Folge 6x13)
- 1983: Bill: On His Own (Fernsehfilm)
- 1984: Engel auf Abwegen (It Came Upon the Midnight Clear, Fernsehfilm)
- 1986: Die Abenteuer der 5 kleinen Spione (Little Spies, Fernsehfilm)
- 1986: Mike Hammer – Kidnapping in Hollywood (The Return of Mickey Spillane’s Mike Hammer, Fernsehfilm)
- 1986: Schatten des Ruhms (There Must Be a Pony, Fernsehfilm)
- 1988: Golden Girls (Folge 3×21)
- 1988: Stürme des Herzens (Bluegrass, Fernsehfilm)
- 1990: Ein Opa zu Weihnachten (Home for Christmas, Fernsehfilm)
- 1990–1993: Black, der schwarze Blitz (The Adventures of the Black Stallion, 78 Folgen)
- 1991: Der beste Spieler weit und breit – Sein höchster Einsatz (The Gambler Returns: The Luck of the Draw, Fernsehfilm)
- 1993: Mord ist ihr Hobby (Murder, She Wrote, Folge 10x06 Der Favorit)
- 1994: Full House (Folge 8x11)
- 1995: Die Simpsons (The Simpsons, Folge 7x02, Stimme von Mickey Rooney)
- 1995: Zwei Brüder auf der Flucht (Brothers’ Destiny, Fernsehfilm)
- 1997: Conan, der Abenteurer (Conan the Adventurer, 2 Folgen)
- 1998: Emergency Room – Die Notaufnahme (ER, Folge 4x15 Gefährliche Explosion)
- 1998: Robbie und Matt – Außer Rand und Band (Boys Will Be Boys, Fernsehfilm)
- 2000: Das Megaplex-Phantom (Phantom of the Megaplex, Fernsehfilm)
- 2008: Mord im Empire State Building (Meurtres à l’Empire State Building, Fernsehfilm)
- 2015: American Dad (Folge 10x10, Stimme von Short Producer)

## Auszeichnungen
- 1939: Juvenile Award mit Deanna Durbin für ihren bedeutenden Beitrag, den Geist und die Personifikation von Jugend auf die Leinwand zu bringen und als jugendliche Schauspieler einen hohen Standard an Begabung und Vollendung zu setzen
- 1940: Oscar-Nominierung als bester Hauptdarsteller für Musik ist unsere Welt
- 1944: Oscar-Nominierung als bester Hauptdarsteller für Und das Leben geht weiter
- 1960: Drei Sterne auf dem Hollywood Walk of Fame (Film, Fernsehen, Radio)
- 1957: Oscar-Nominierung als bester Nebendarsteller für Ein Fetzen Leben
- 1964: Golden Globe Award als bester Fernsehschauspieler für Mickey
- 1980: Oscar-Nominierung als bester Nebendarsteller für Der schwarze Hengst
- 1982: Emmy Award als Bester Darsteller für Bill
- 1983: Ehrenoscar für sein Lebenswerk
- 1991: Young Artist Award als Young Artist Former Child Star Lifetime Achievement Award